# Il cane e il poliziotto
Il cane e il poliziotto (Top Dog) è un film del 1995 diretto da Aaron Norris.

## Trama
Reno è il cane del poliziotto Lou Swanson, ma è anche un cane poliziotto pluridecorato per via di molte imprese eroiche compiute. Un giorno quando una bomba esplode in un edificio Low e il suo cane si recano al palazzo in fiamme e Reno salva un bambino in fasce dall'esplosione. Poco prima di andarsene dal luogo dove è avvenuto lo scoppio, Lou e Reno notano due tizi corrispondenti alle descrizioni fatte da testimoni; così li seguono fino al molo dove si recano. Alla sera Lou e Reno salgono sulla nave dove si erano diretti i due loschi individui, e trovano dell'esplosivo C4. Ma inavvertitamente un uomo armato entra nel sottocoperta li coglie sul fatto e fa fuoco su Lou uccidendolo e su Reno. Quest'ultimo però viene mancato e finge di essere morto, così quando vengono buttati a mare Reno nuota fino a terra e porta con sé sia il taccuino di Swanson che un pezzo di esplosivo.
Il capitano Ken Callahan decide di chiamare il poliziotto Jake Wilder e di affiancargli Reno in modo che possano i due indagare sul caso di Lou Swanson, e sebbene Jake all'inizio sia riluttante dell'idea di poter lavorare con un cane, Reno non tarda a manifestare le sue straordinarie doti. Ad un centro di addestramento per cani Reno dimostra di avere doti eccellenti, superiori a quelle di qualsiasi altro cane. Nel frattempo due individui in auto stanno per oltrepassare la frontiera tra il Messico e gli Stati Uniti, ma alla presenza del controllo da parte della polizia i due fuggono e scatenano un inseguimento in auto da parte delle autorità. Nel tentare di fermarli i poliziotti aprono il fuoco sul velivolo in fuga facendolo esplodere a causa dell'esplosivo trasportato. Nell'ispezionare il mezzo gli sbirri trovano delle fotografie.
Nel corso della giornata Jake seguendo quanto scritto sul taccuino di Lou si reca con Reno al molo dove aveva rinvenuto l'esplosivo al plastico, e Reno gli fa capire il posto dove si trovavano. Jake allora decide di procurarsi il registro del molo; ma viene notato col cane dallo stesso individuo che aveva ucciso Swanson e tentato di uccidere anche Reno, e dà ordine ai suoi uomini di ucciderli. Alla sera Jake porta Rino alla propria casa, e a fargli visita viene anche l'agente Savannah Boyette. I tre durante la notte subiscono un agguato da parte di quattro individui mascherati da clown, e seppur con qualche difficoltà riescono comunque ad arrestarli.
Il giorno seguente Jake discute col capitano Callahan dell'accaduto; e quest'ultimo gli mostra le fotografie recuperate da parte dei poliziotti della frontiera. Nel pomeriggio Jake va a far visita alla propria madre, e costei curiosa su come si stanno svolgendo le indagini, nel sapere che sono sulle tracce di un gruppo di neo-nazisti riferisce al figlio che se fosse uno di loro e decidesse di far saltare per aria un edificio, lo farebbe domani in quanto giorno della nascita di Adolf Hitler (20 aprile). Jake così informa il capitano Callahan, e chiede di procurarsi un mandato di perquisizione per una fabbrica, e gli chiede anche di interrogare i più noti razzisti della zona nella speranza che sappiano qualcosa.
Alle 4:00 del mattino del 20 aprile Jake si reca alla fabbrica con Reno e con loro al di fuori di essa ci sono altri due colleghi. Jake chiede ai suoi due se il mandato per entrare è pronto ma costoro rispondono negativamente; ma Jake decide comunque di entrare e ordina ai suoi colleghi se non torna entro venti minuti di chiamare rinforzi. Jake entra così con Reno nell'edificio, e quest'ultimo fiuta verso una scrivania nella quale Jake rinviene un taccuino con su le fotografie degli edifici che intendono far esplodere. Nel frattempo i due colleghi di Jake che stanno ad aspettare fuori vengono uccisi con due colpi di pistola. Mentre stanno per uscire Jake e Reno vengono colti di sorpresa all'interno della fabbrica dai neo-nazisti. Jake consegna a Reno il taccuino e gli dice di darsi alla fuga. Jake viene catturato e legato, mentre Reno riesce a mettere nel sacco gli uomini che lo inseguono grazie alla sua astuzia; e si reca a liberare Jake.
Uscito dalla fabbrica Jake trova Boyette che era giunta lì per salvarlo, e le mostra il taccuino con su le fotografie degli edifici che intendono far esplodere. Notano che uno di quelli è il Balboa Park dove giusto oggi si celebra il congresso per l'unità razziale. Jake e Savannah si recano dunque al parco e nel corso del tragitto consegnano il taccuino ad un agente in modo che possano avvisare le unità dei vari obiettivi. Matthew Swanson nipote di Lou, sente il messaggio grazie alla radio che ha in casa, e si reca pure lui al Balboa Park in bicicletta. Giunto sul posto Jake avvisa tutti che c'è una bomba e innesca il panico tra la folla. I razzisti a questo punto aprono il fuoco ma fortunatamente giungono anche i rinforzi da parte degli agenti di polizia. Mentre il papa crede di essere al sicuro all'interno della sua automobile Jake scopre che la bomba è stata posizionata sotto la vettura. Incapace di disinnescare la bomba come un vero artificiere prova il tentativo di staccare uno dei due fili sporgenti blu e rosso, taglia quello rosso e fortunatamente si rivela essere quello esatto. Lo scontro a fuoco si conclude a favore della legge, ma un razzista che se ne è stato alla larga viene adocchiato da Jake che lo insegue mentre si dà alla fuga. Jake lo raggiunge e con lui anche Reno. Dopo averlo linciato per bene Jake lascia il razzista a Reno il quale spaventandolo lo fa confessare dell'omicidio di Lou Swanson.

## Curiosità
- Il 19 aprile 1995, Timothy McVeigh, ex veterano della guerra del Golfo, assieme al complice Terry Nichols, parcheggiò davanti all'edificio federale Alfred P. Murrah di Oklahoma City un camion contenente 2300 kg di esplosivo fatto in casa, per poi detonarlo a distanza. L'esplosione distrusse completamente sia l'edificio in questione che le costruzioni circostanti, provocando 168 morti e oltre 800 feriti. Divenne, prima dell'Attentato dell'11 settembre 2001, il più sanguinoso attacco terroristico entro i confini del Stati Uniti. Il cane e il poliziotto, la cui trama prevede per coincidenza un attentato bombarolo da parte di una setta estremista, uscì nelle sale appena nove giorni dopo. Nella serata di apertura, a Oklahoma City incassò appena 300 $ (meno di 30 spettatori): Il fattaccio costrinse la produzione a rilasciare una dichiarazione ufficiale in cui si dissocia dagli sfortunati eventi reali. Una cosa simile accadde anche dopo i già citati attentati dell'11 settembre, quando la Warner Bros. fu invece in grado di spostare l'imminente uscita di Danni collaterali, la cui trama vedeva il pompiere Arnold Schwarzenegger vendicare la famiglia uccisa in un simile atto terroristico. In quel caso, al contrario, l'involontaria pubblicità aggiuntiva giovò agli incassi.